# 장하오민
장하오민(중국어 간체자: 姜昊旻, 병음: Jiāng Hàomín, 한자음: 강호민, Leo Jiang, 1988년 8월 3일 ~ )은 중국의 배우이다.